# 샘 사웨트
샘 사웨트(Sam sawet)은 태국에서 온 자연 고양이 품종이다. 이 품종은 아직 국제 고양이 등록부에 의해 인정받지 못했다. 샘 사웨트는 최근에 발견된 품종이기 때문에 아직 품종 기준이 없다. 샘 사웨트는 몸무게가 약 4.1~5.9kg 사이인 중간 크기의 몸을 가지고 있다.

## 기원

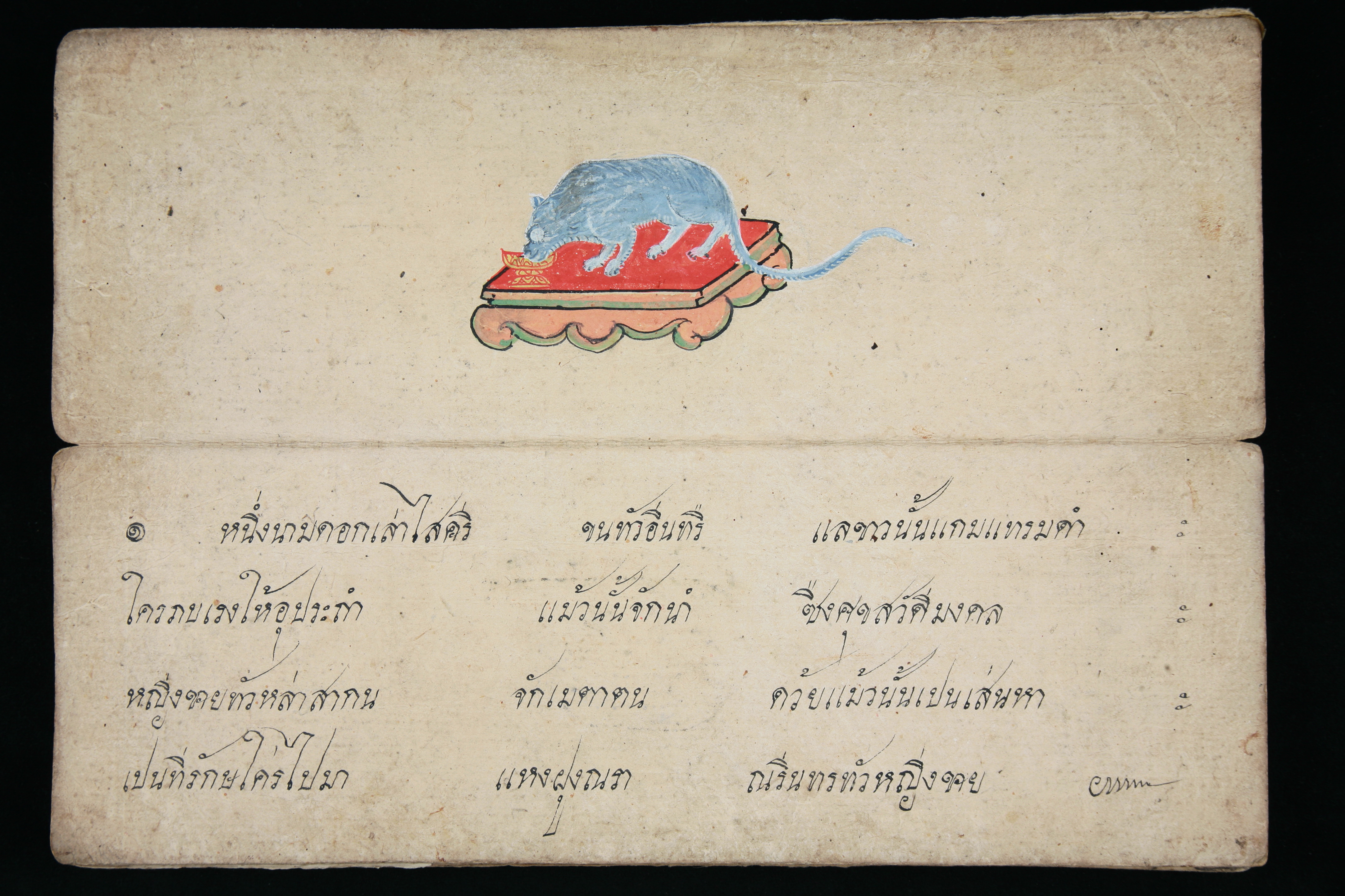
탐라 마우에 있는 샘 샤웨트.

샘 사웨트 고양이의 가장 초기 묘사는 아유타야 왕국(기원전 1351년~1767년)에서 유래된 것으로 추정된다. 이는 고양이에 관한 시를 담은 책인 '탐라 마우'라고 불리는 고대 필사본 컬렉션에서 발견된다. 이 책은 또한 코랏, 샴고양이, 카오 마니도 묘사하고 있다.

## 같이 보기
- 타이 고양이
- 샴고양이
- 코랏
- 버마고양이
- 통키니즈
- 수팔락